# 平行纖維
平行纖維（英語：Parallel fiber，又稱同向纖維）自小腦皮質的粒狀細胞發出，並且與柏金氏細胞之樹突形成興奮性突觸間隙，為小腦對外連接之神經元。
粒狀細胞非常小且為數眾多，腦部半數以上的神經元都被認為是粒狀細胞，粒狀細胞之軸突向上延伸分散與同向纖維連接，而這些纖維又與柏金氏細胞的樹突相接。